# Rheinhotel Loreley

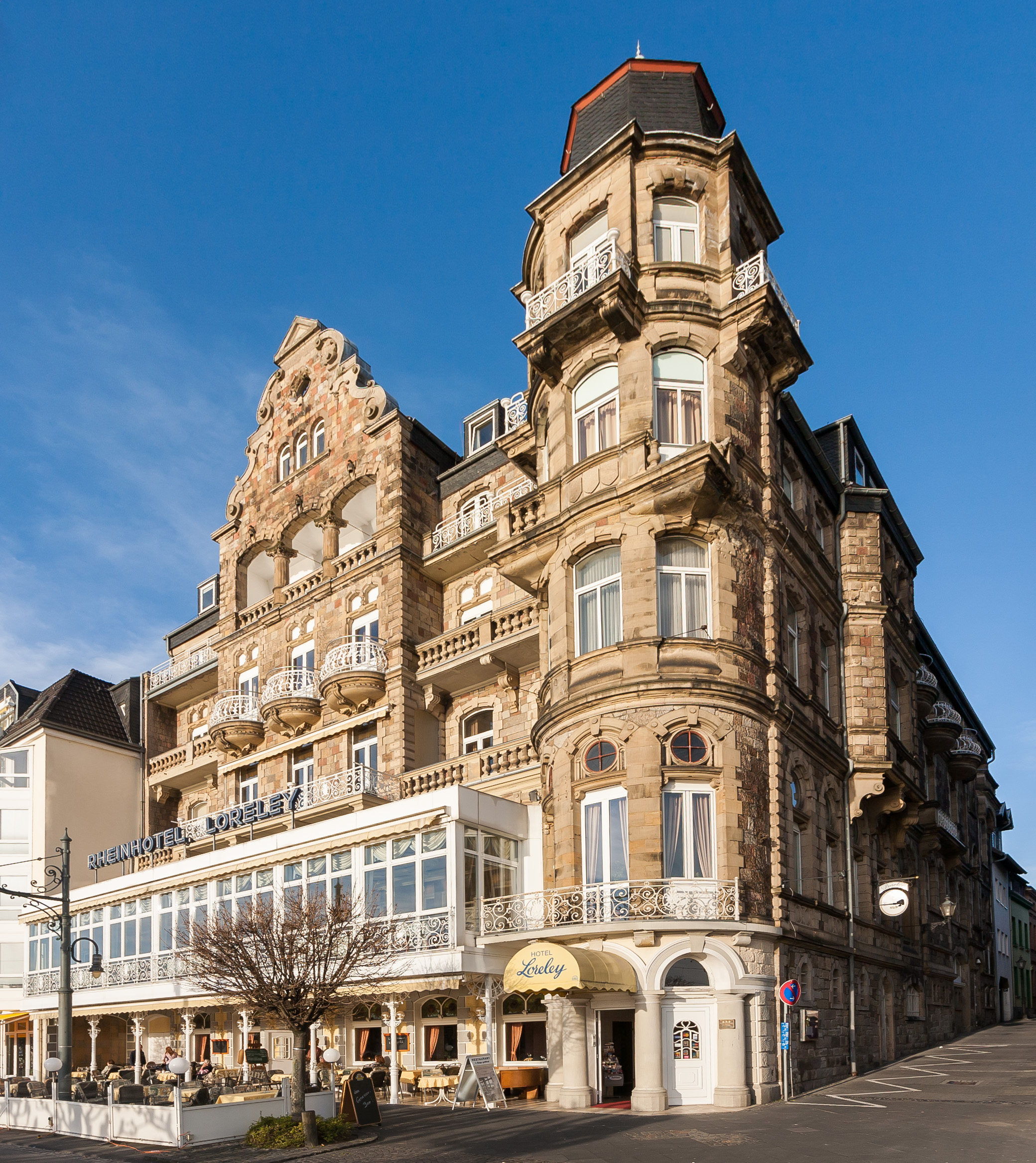
Rheinhotel Loreley (2013)

Das Rheinhotel Loreley (ursprünglich Hotel Monopol(-Metropol)) ist ein ehemaliges Hotel in Königswinter, einer Stadt im nordrhein-westfälischen Rhein-Sieg-Kreis. Das neobarocke Hotelgebäude geht auf das Jahr 1895 zurück und gilt als denkmalwert. Im März 2019 wurde der Hotelbetrieb eingestellt.

## Lage
Das ehemalige Rheinhotel Loreley liegt an der Rheinallee (Hausnummer 12), der städtischen Rheinuferpromenade, an der Nordseite der zur Altstadt hinaufführenden Klotzstraße.

## Geschichte

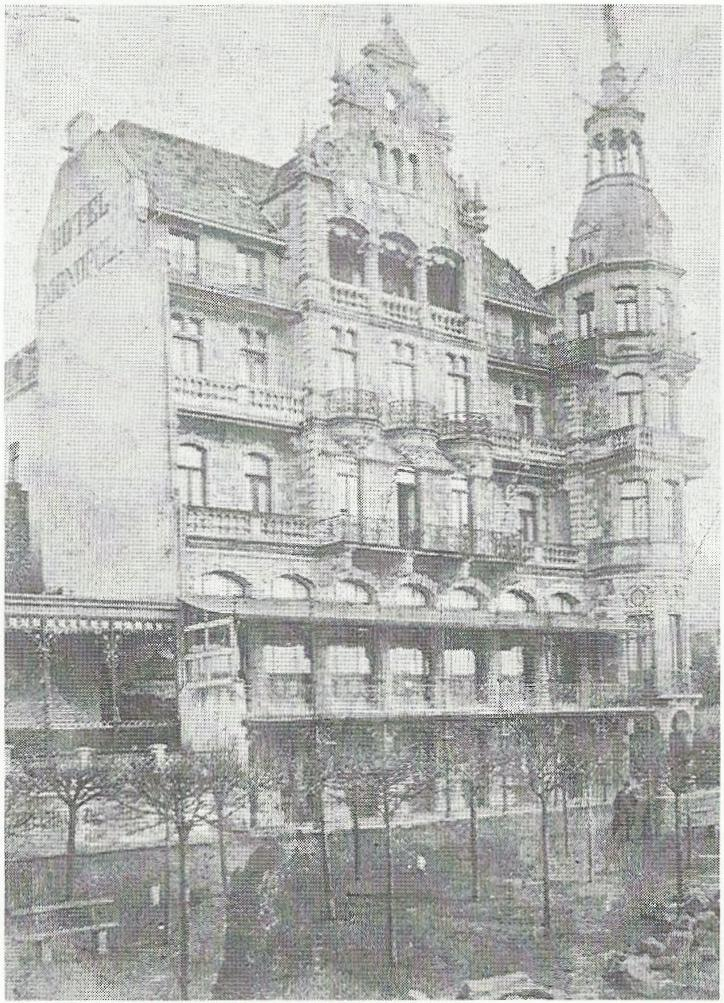
Hotel Monopol (1895)

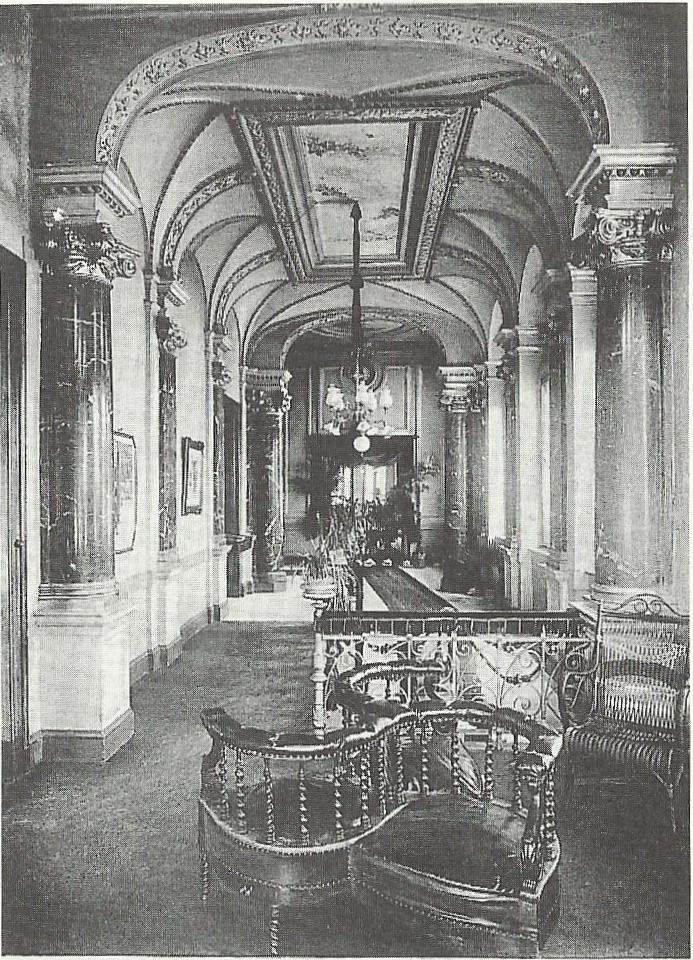
Entree des Hotels Monopol (um 1905)

Der Bau des Hotels, das zunächst unter dem Namen Zum Goldenen Drachen eröffnen sollte, begann im Jahre 1893. Bauherr und Besitzer war der ortsansässige Gastronom Hubert Wilhelm Wagner, Entwurf und (teilweise) Ausführung lagen in den Händen des Kölner Architekten Josef Seché. Am 30. September 1893 stürzte die Nordseite des Rohbaus ein, wobei vier Maurer ums Leben kamen. Die Fertigstellung des Hotels, dessen Ausführung nunmehr dem Bonner Architekten Johann Schwister übertragen wurde, verzögerte sich in der Folge erheblich. Es nahm am 9. Mai 1895, nunmehr als Hotel Monopol, offiziell seinen Betrieb auf. Zu dieser Zeit war das fünfgeschossige Bauwerk das mit Abstand höchste und imposanteste am Königswinterer Rheinufer. Zu den Gästen gehörte neben dem gehobenen Bürgertum auch der Adel und europäische Hochadel – so wurde 1899 im Hotel Monopol die 40. Geburtstagsfeier von Kaiser Wilhelm II. ausgerichtet. 1903 erfolgte eine Umbenennung in Hotel Monopol-Metropol. Nach einem Besitzerwechsel im Jahre 1911 wurde im Erdgeschoss ein Wiener Kaffeehaus eröffnet.
Nach dem Ersten Weltkrieg firmierte das Hotel als Haus Spangenberg. 1925 übernahm es der Deutsche Beamtenwirtschaftsbund, verlieh ihm den heutigen Namen und ließ nach Plänen des Architekten August Scheidgen die Rheinfront neugestalten. Im Zweiten Weltkrieg wurde in dem Hotel mit seinerzeit 100 Betten, das in dieser Zeit auch als Kinderhort diente, in Folge eines schweren Luftangriffs auf Köln am 28. Juni 1943 ein Teil von 600 per Schiff nach Königswinter beförderten Obdachlosen, darunter auch Fliegergeschädigte aus dem Ruhrgebiet und Bremen, untergebracht und bis Ende August 1943 von hier aus nach Sachsen und Niederschlesien umquartiert. Anschließend wurde es gemeinsam mit weiteren Einrichtungen in Königswinter auf Anordnung des Reichsverteidigungskommissars für den Gau Köln-Aachen geräumt und im September 1943 umgebaut, um einen Teil der in Köln zerbombten Krankenanstalten Lindenburg (Universitätsklinikum) aufzunehmen. Die Wiedereröffnung als Hotel erfolgte nach Aufhebung der Beschlagnahme durch die britische Besatzung im Jahre 1947.
Nach mehreren Eigentümer- und Pächterwechseln wurde das Hotel 1971 geschlossen und im April 1972 durch ein ortsansässiges Gastronomieunternehmen wiedereröffnet; einer der beiden Gesellschafter erwarb es schließlich 1974. Im August 1982 ereignete sich ein Brand, der schwere Zerstörungen hinterließ – unter anderem stürzte der Turm teilweise ein – und einen Wiederaufbau erforderlich machte. Der Neueröffnung im Mai 1983 folgten zwischen 1984 und 1987 umfangreiche Modernisierungs- und Umbauarbeiten, die durch die Wiedereröffnung des Restaurants „Monopol“ in Anlehnung an den ursprünglichen Stil abgeschlossen wurden. Die Sanierung der angrenzenden Rheinallee wurde 1992 für eine Erweiterung des Hotels bei Abbruch eines vormaligen Nebengebäudes genutzt. 2000 riss man das Restaurant im ersten Stock ab und baute es neu an. Im Januar 2019 wurde bekannt, dass die Betreiberfamilie das Hotelgebäude verkauft hat und das Hotel Ende März 2019 geschlossen werden sollte. Nun werden in den oberen Stockwerken voraussichtlich Wohnungen eingerichtet, während für das Erdgeschoss weiterhin eine gastronomische Nutzung zu erwarten ist.
Stadtgeschichtlich gehört das Rheinhotel Loreley zu einer Reihe vier- bis fünfgeschossiger Hotelbauten, die seit dem Ende des 19. Jahrhunderts als Palasthotels an der Königswinterer Rheinfront entstanden und dieser großstädtischen Charakter verliehen. Das Rheinhotel Loreley war aus dieser Zeitperiode das letzte noch in Betrieb befindliche Hotel und ist das einzige Hotelgebäude, das noch über eine umglaste Aussichtsveranda verfügt.

„Als (…) Hotel ‚ersten Ranges‘ war das ‚Monopol‘ (Loreley) 1892/94 mit aufwendiger neubarocker Fassade errichtet worden. Die Fülle des barocken Formenvokabulars will den Eindruck von Luxus und Exklusivität evozieren, die nichts mehr mit der lokalen Bautradition gemein hat und Anschluß an internationalen Flair sucht.“